# Искрисковщинский сельский совет (Белопольский район)
Искрисковщинский сельский совет (укр. Іскрисківщинська сільська рада) — входит в состав
Белопольского района
Сумской области
Украины.
Административный центр сельского совета находится в 
с. Искрисковщина
.

## Населённые пункты совета
- с. Искрисковщина
- с. Бессаловка
- с. Нескучное
- с. Рогозное
- с. Соляники

## Ликвидированные населённые пункты совета
- с. Сорокино